# 君子兰属
君子兰屬（學名：Clivia）是石蒜科的一個屬，原产于南非。其下的各種均為观赏花卉，常在温室盆栽供观赏。分株或种子繁殖。其属名“Clivia ”是为纪念贵族克莱夫（Clive）公爵夫人而命名的。

## 物种[1]
- 具茎君子兰
- 垂筒君子兰
- 细叶君子兰
- 君子兰
- 奇异君子兰
- 云雾君子兰
- 垂笑君子兰
- 粗壮君子兰